# Países Baixos nos Jogos Olímpicos de Verão da Juventude de 2010
Os Países Baixos participaram dos Jogos Olímpicos de Verão da Juventude de 2010 em Cingapura. Com uma delegação composta por 36 atletas que competiram em dez esportes, os neerlandeses conquistaram uma medalha de ouro, duas de prata e uma de bronze.

## Medalhistas
| Medalha | Nome | Esporte              | Evento                     | Data         |
| ------- | --- | -------------------- | -------------------------- | ------------ |
| Ouro    | Saskia van Duivenboden Lieke van Wijk Lisa Scheerlinck Lisanne de Lange Jet de Graeff Floor Ouwerling Liselotte van Mens Lara Dell'Anna Roos Broek Floortje Plokker Marloes Keetels Macey de Ruiter Frederique Derkx Elsie Nix Mathilde Hotting Juliette van Hattum | Hóquei sobre a grama | Torneio Feminino de Hóquei | 24 de agosto |
| Prata   | Rick van den Oever | Tiro com arco        | Individual masculino       | 21 de agosto |
| Prata   | Daphne van der Vaart | Vela                 | Byte CII feminino          | 25 de agosto |
| Bronze  | Friso Roscam Abbing Ijpeij Maartje Hereijgers Thijs Zuurbier Twan van Gendt | Ciclismo             | Equipes mistas combinadas  | 22 de agosto |

## Badminton
| Evento            | Atleta             | Fase de grupos | Fase de grupos                                     | Fase de grupos                         | Fase de grupos                           | Fase de grupos | Quartas-de-final                    | Semifinais  | Final       | Pos. final |
| Evento            | Atleta             | Grupo          | 1ª rodada                                          | 2ª rodada                              | 3ª rodada                                | Pos.           | Quartas-de-final                    | Semifinais  | Final       | Pos. final |
| ----------------- | ------------------ | -------------- | -------------------------------------------------- | -------------------------------------- | ---------------------------------------- | -------------- | ----------------------------------- | ----------- | ----------- | ---------- |
| Simples feminino  | Josephine Wentholt | A              | JPN Misaki Matsutomo V 2-1 (21-17, 5-21, 21-19)    | CAN Tracy Wong V 2-0 (21-15, 21-8)     | MRI Kate Foo Kune V 2-0 (21-7, 21-12)    | 1º             | GBR Sarah Milne D 0-2 (15-21, 8-21) | Não avançou | Não avançou | --         |
| Simples masculino | Nick Fransman      | F              | ALG Mohamed Abderahim Belarbi V 2-0 (21-14, 21-16) | CHN Huang Yuxiang D 0-2 (11-21, 14-21) | EGY Mahmoud Elsayad D 0-2 (16-21, 19-21) | 3º             | Não avançou                         | Não avançou | Não avançou | --         |

## Ciclismo
| Equipe                    | Prova                      | Corta-mato | Corta-mato | Contra-relógio | Contra-relógio | BMX  | BMX   | Estrada masculino[n1] | Pontos | Pos. final |
| Equipe                    | Prova                      | Fem.       | Masc.      | Fem.           | Masc.          | Fem. | Masc. | Estrada masculino[n1] | Pontos | Pos. final |
| ------------------------- | -------------------------- | ---------- | ---------- | -------------- | -------------- | ---- | ----- | --------------------- | ------ | ---------- |
| Equipes mistas combinadas | Friso Roscam Abbing Ijpeij |            |            |                | 24             |      |       | 45 - 5 = 40[n2]       | 191    | [ 2 ]      |
| Equipes mistas combinadas | Maartje Hereijgers         | 39         |            | 30             |                | 8    |       |                       | 191    | [ 2 ]      |
| Equipes mistas combinadas | Thijs Zuurbier             |            | 40         |                |                |      |       | 72                    | 191    | [ 2 ]      |
| Equipes mistas combinadas | Twan van Gendt             |            |            |                |                |      | 10    | 72                    | 191    | [ 2 ]      |

↑  Na prova de estrada apenas a melhor pontuação foi considerada.

↑  5 pontos foram deduzidos porque todos os três ciclistas acabaram a corrida.

## Ginástica

### Ginástica artística
| Atleta       | Evento                       | Qualificação | Qualificação | Final por aparelhos | Final por aparelhos | Final individual geral | Final individual geral | Final individual geral | Final individual geral | Final individual geral | Final individual geral | Final individual geral | Final individual geral | Final individual geral | Final individual geral |
| Atleta       | Evento                       | Result.      | Pos.         | Result.             | Pos.                | Barras assimétricas    | Trave                  | Solo                   | Salto                  | Cavalo com alças       | Argolas                | Barras paralelas       | Barra fixa             | Total                  | Pos.                   |
| ------------ | ---------------------------- | ------------ | ------------ | ------------------- | ------------------- | ---------------------- | ---------------------- | ---------------------- | ---------------------- | ---------------------- | ---------------------- | ---------------------- | ---------------------- | ---------------------- | ---------------------- |
| Karl Kosztka | Solo masculino               | 13.750       | 16º          | Não avançou         | Não avançou         |                        |                        |                        |                        |                        |                        |                        |                        |                        |                        |
| Karl Kosztka | Cavalo com alças masculino   | 11.200       | 36º          | Não avançou         | Não avançou         |                        |                        |                        |                        |                        |                        |                        |                        |                        |                        |
| Karl Kosztka | Argolas masculino            | 13.100       | 27º          | Não avançou         | Não avançou         |                        |                        |                        |                        |                        |                        |                        |                        |                        |                        |
| Karl Kosztka | Salto masculino              | 14.800       | 29º          | Não avançou         | Não avançou         |                        |                        |                        |                        |                        |                        |                        |                        |                        |                        |
| Karl Kosztka | Barras paralelas masculino   | 11.650       | 36º          | Não avançou         | Não avançou         |                        |                        |                        |                        |                        |                        |                        |                        |                        |                        |
| Karl Kosztka | Barra fixa masculino         | 12.400       | 33º          | Não avançou         | Não avançou         |                        |                        |                        |                        |                        |                        |                        |                        |                        |                        |
| Karl Kosztka | Individual geral masculino   | 76.900       | 34º          |                     |                     |                        |                        | Não avançou            | Não avançou            | Não avançou            | Não avançou            | Não avançou            | Não avançou            | Não avançou            | Não avançou            |
| Tess Moonen  | Salto feminino               | 13.800       | 5º           | Desistiu            | Desistiu            |                        |                        |                        |                        |                        |                        |                        |                        |                        |                        |
| Tess Moonen  | Barras assimétricas feminino | 13.800       | 4º           | 12.725              | 5º                  |                        |                        |                        |                        |                        |                        |                        |                        |                        |                        |
| Tess Moonen  | Trave feminino               | 13.450       | 12º          | Não avançou         | Não avançou         |                        |                        |                        |                        |                        |                        |                        |                        |                        |                        |
| Tess Moonen  | Solo feminino                | 13.200       | 7º           | 13.575              | 6º                  |                        |                        |                        |                        |                        |                        |                        |                        |                        |                        |
| Tess Moonen  | Individual geral feminino    | 54.250       | 5º           |                     |                     | 13.450                 | 13.050                 | 13.100                 | 13.600                 |                        |                        |                        |                        | 53.200                 | 8º                     |

### Ginástica de trampolim
| Evento   | Atleta          | Qualificação | Qualificação | Final       | Final       |
| Evento   | Atleta          | Result.      | Pos.         | Result.     | Pos.        |
| -------- | --------------- | ------------ | ------------ | ----------- | ----------- |
| Feminino | Denise Liefting | 55.700       | 10º          | Não avançou | Não avançou |

## Hóquei sobre a grama
| Evento                     | Elenco | Preliminares                                                                                                   | Preliminares | Final               | Pos. final       |
| Evento                     | Elenco | Grupo único | Pos.         | Final               | Pos. final       |
| -------------------------- | --- | --- | ------------ | ------------------- | ---------------- |
| Torneio Feminino de Hóquei | Saskia van Duivenboden, Lieke van Wijk, Lisa Scheerlinck, Lisanne de Lange, Jet de Graeff,Floor Ouwerling, Liselotte van Mens, Lara Dell'Anna, Roos Broek, Floortje Plokker, Marloes Keetels, Macey de Ruiter, Frederique Derkx, Elsie Nix, Mathilde Hotting, Juliette van Hattum | IRL Irlanda V 3-1 RSA África do Sul V 13-0 NZL Nova Zelândia V 1-0 ARG Argentina E 2-2 KOR Coreia do Sul E 2-2 | 2º           | ARG Argentina V 2-1 | Medalha de prata |

## Judô
| Evento             | Atleta       | 1ª rodada              | 1ª rodada repescagem            | 2ª rodada repescagem     | Final repescagem B               | Disputa pelo bronze B        | Pos. final |
| ------------------ | ------------ | ---------------------- | ------------------------------- | ------------------------ | -------------------------------- | ---------------------------- | ---------- |
| Até 52 kg feminino | Laura Prince | PRK Ri Un-Ju D 000-010 | SVK Andrea Krišandová V 001-000 | TPE Wu Yu-Chun V 010-001 | TKM Jennet Geldybaýeva V 011-010 | AUT Christine Huck D 000-011 | 5º         |

## Natação
| Evento                | Atleta          | Qualificação | Qualificação | Semifinais  | Semifinais  | Final       | Final       |
| Evento                | Atleta          | Resultado    | Posição      | Resultado   | Posição     | Resultado   | Posição     |
| --------------------- | --------------- | ------------ | ------------ | ----------- | ----------- | ----------- | ----------- |
| 100 m livre masculino | Dion Dreesens   | 52.38        | 24º (4º q4)  | Não avançou | Não avançou | Não avançou | Não avançou |
| 200 m livre masculino | Dion Dreesens   | 1:51.90      | 8º (4º q5)   |             |             | 1:51.76     | 7º          |
| 50 m livre feminino   | Mannon Minneboo | 26.44        | 7º (3º q7)   | 26.25       | 7º (4º sf2) | 26.35       | 8º          |
| 100 m livre feminino  | Mannon Minneboo | 58.77        | 22º (6º q6)  | Não avançou | Não avançou | Não avançou | Não avançou |

## Remo
| Evento                  | Atleta            | Elim.   | Elim.       | Repescagem | Repescagem  | Semifinais | Semifinais   | Final   | Final        |
| Evento                  | Atleta            | Tempo   | Pos.        | Tempo      | Pos.        | Tempo      | Pos.         | Tempo   | Pos.         |
| ----------------------- | ----------------- | ------- | ----------- | ---------- | ----------- | ---------- | ------------ | ------- | ------------ |
| Skiff simples feminino  | Annick Taselaar   | 3:48.57 | 2º (bat. 1) | 3:57.11    | 2º (rep. 4) | 3:54.45    | 3º (sf A/B2) | 3:52.08 | 5º (Final A) |
| Skiff simples masculino | Bastiaan Vervoort | 3:31.07 | 5º (bat. 2) | 3:34.77    | 2º (rep. 3) | 3:36.58    | 6º (sf A/B2) | 3:36.20 | 5º (Final B) |

## Tênis de mesa
| Evento            | Atleta         | Preliminares | Preliminares | Preliminares | 2ª fase | 2ª fase | 2ª fase | Quartas-de-final | Semifinais  | Final       | Pos. final |
| Evento            | Atleta         | Grupo        | Confrontos | Pos.         | Grupo   | Confrontos | Pos.    | Quartas-de-final | Semifinais  | Final       | Pos. final |
| ----------------- | -------------- | ------------ | --- | ------------ | ------- | --- | ------- | ---------------- | ----------- | ----------- | ---------- |
| Simples feminino  | Britt Eerland  | E            | SMR Letizia Giardi V 3-0 (11-3, 11-6, 11-2) ROM Bernadette Szoca V 3-1 (8-11, 11-7, 11-7, 11-9) BLR Katsiaryna Baravok V 3-0 (11-5, 11-6, 11-5)               | 1º           | CC      | BRA Caroline Kumahara V 3-0 (11-9, 11-8, 11-5) THA Suthasini Sawettabut D 2-3 (11-7, 4-11, 10-12, 11-9, 6-11) MDA Olga Bliznet D 0-3 (7-11, 4-11, 9-11) | 3º      | Não avançou      | Não avançou | Não avançou | --         |
| Simples masculino | Koen Hageraats | C            | UZB Elmurod Holikov V 3-2 (12-10, 11-8, 7-11, 8-11, 11-4) FRA Simon Gauzy D 1-3 (9-11, 12-14, 11-5, 7-11) BRA Eric Jouti V 3-2 (11-7, 9-11, 11-9, 9-11, 11-5) | 2º           | AA      | JPN Koki Niwa D 0-3 (3-11, 6-11, 2-11) KOR Kim Dong-Hyun D 0-3 (5-11, 7-11, 13-15) HUN Tamás Lakatos D 1-3 (7-11, 11-7, 5-11, 3-11)                     | 4º      | Não avançou      | Não avançou | Não avançou | --         |

| Evento         | Atleta                         | Preliminares | Preliminares | Preliminares | 2ª fase consolação      | 2ª fase consolação | Pos. final |
| Evento         | Atleta                         | Grupo        | Confrontos | Pos.         | 1ª rodada               | 2ª rodada          | Pos. final |
| -------------- | ------------------------------ | ------------ | --- | ------------ | ----------------------- | ------------------ | ---------- |
| Equipes mistas | Britt Eerland e Koen Hageraats | D            | Pan-América 3 V 3-0 (3-0, 3-1, 3-0) Intercontinental 1 D 1-2 (03, 3-1, 1-3) PRK Coreia do Norte D 1-2 (0-3, 3-1, 1-3) | 3º           | Intercontinental 4 D WO | Não avançaram      | 25º        |

## Tiro com arco
| Evento               | Atleta                                | Qualificatória | Qualificatória | 1ª rodada                                      | Oitavas-de-final                               | Quartas-de-final        | Semi-finais                | Final                   | Pos. final       |
| Evento               | Atleta                                | Resultado      | Pos.           | Oponente Resultado                             | Oponente Resultado                             | Oponente Resultado      | Oponente Resultado         | Oponente Resultado      | Pos. final       |
| -------------------- | ------------------------------------- | -------------- | -------------- | ---------------------------------------------- | ---------------------------------------------- | ----------------------- | -------------------------- | ----------------------- | ---------------- |
| Individual feminino  | Maud Custers                          | 594            | 16º            | FRA Laurie Lecointre V 6-0                     | KOR Kwak Ye-Ji D 1-7                           | Não avançou             | Não avançou                | Não avançou             | --               |
| Individual masculino | Rick van den Oever                    | 653            | 1º             | MEX Jafet Farjat V 6-2                         | ESP Carlos Rivas V 6-0                         | AUS Benjamin Nott V 6-4 | RUS Bolot Tsybzhitov V 6-4 | EGY Ibrahim Sabry D 0-6 | Medalha de prata |
| Equipes mistas       | Maud Custers e ARM Vasil Shahnazaryan |                |                | USA Miranda Leek/ IND Atanu Das V 6-4          | GRE Zoi Paraskevopoulou/ SLO Gregor Rajh D 4-6 | Não avançaram           | Não avançaram              | Não avançaram           | --               |
| Equipes mistas       | Rick van den Oever e EGY Aya Kamel    |                |                | INA Erwina Safitri/ UKR Vitaliy Komonyuk V 6-5 | AUS Alice Ingley/ JPN Tsukushi Koiwa D 3-7     | Não avançaram           | Não avançaram              | Não avançaram           | --               |

## Vela
| Evento               | Atleta               | Regata | Regata | Regata | Regata | Regata | Regata | Regata | Regata | Regata | Regata | Regata | Regata | Total | Posição          |
| Evento               | Atleta               | 1      | 2      | 3      | 4      | 5      | 6      | 7      | 8      | 9      | 10     | 11     | M      | Total | Posição          |
| -------------------- | -------------------- | ------ | ------ | ------ | ------ | ------ | ------ | ------ | ------ | ------ | ------ | ------ | ------ | ----- | ---------------- |
| Byte CII feminino    | Daphne van der Vaart | 2      | 5      | 16     | 21     | RAF    | 5      | 3      | 1      | 1      | 2      | 4      | 2      | 41    | Medalha de prata |
| Techno 293 masculino | Kiran Badloe         | 13     | 19     | DNF    | DNS    | 9      | 19     | 10     | 12     | DNC    | DNC    |        | 16     | 164   | 19º              |

Notas:
- M - Regata da Medalha
- OCS – On the Course Side of the starting line
- DSQ – Disqualified (Desclassificado)
- DNF – Did Not Finish (Não completou)
- DNS – Did Not Start (Não largou)
- BFD – Black Flag Disqualification (Desclassificado por bandeira preta)
- RAF – Retired after Finishing (Retirou-se após completar a prova)